# Joel Asoro
 Joel Joshoghene Asoro (* 27. April 1999 in Stockholm) ist ein schwedischer Fußballnationalspieler, der beim FC Metz unter Vertrag steht.

## Verein
Asoro spielte für die schwedischen Vereine IFK Haninge sowie IF Brommapojkarna und ging 2015 weiter in den Nachwuchs des AFC Sunderland. Dort gab er am 21. August 2016 als 17-Jähriger sein Profidebüt in der englischen Premier League gegen den FC Middlesbrough (1:2). Zwei Jahre später folgte sein Wechsel zum Zweitligisten Swansea City. Dieser verlieh ihn in der Folgezeit erst an den FC Groningen und später zum CFC Genua. Im Februar 2021 ging er dann nach Schweden in die Allsvenskan zu Djurgårdens IF, wo er einen Vierjahresvertrag unterschrieb. Dort kam er in der Spielzeit 2022/23 erstmals in der UEFA Europa Conference League zum Einsatz und erzielte in der Gruppenphase gegen Molde FK zwei Treffer, einen im Hinspiel und den zweiten im Rückspiel. Insgesamt erzielte Asoro sieben Tore in der UECL und gab drei Vorlagen. Am 24. August 2023 wechselte Asoro für eine Ablöse von 1,2 Millionen € zum FC Metz, der am Ende der Saison 2023/24 als 17. in die 2. französische Liga abstieg.

## Nationalmannschaft
Von 2015 bis 2019 absolvierte der Stürmer insgesamt 35 Partien für diverse schwedische Jugendauswahlen und erzielte dabei 14 Treffer. Mit der U-17-Nationalmannschaft nahm er an der Europameisterschaft 2016 in Aserbaidschan teil und mit der U-21-Auswahl bestritt er ein Jahr später das EM-Turnier in Polen.
Am 9. Januar 2023 debütierte Asoro dann auch für die A-Nationalmannschaft Schwedens in einem Testspiel gegen Finnland. Im portugiesischen Faro wurde er in der 82. Minute für Christoffer Nyman eingewechselt und erzielte kurze Zeit später den Treffer zum 2:0-Endstand. Drei Tage später spielte Asoro gegen Island von Beginn an. Fünf Minuten vor Ende der regulären Spielzeit gab es für ein Foul an Asoro einen Strafstoß, der zum 1:1-Ausgleich führte. Bis heute (Stand: 29. Januar 2025) hat Asoro kein weiteres Länderspiel bestritten.